# Walter Steiner (entrepreneur)
Pour les articles homonymes, voir Walter Steiner (homonymie), Walter et Steiner.
Walter Steiner, né le 31 mai 1921 à Winterthour, et mort le 14 avril 2009 dans la même ville, est un entrepreneur suisse.